# Jens Thiis

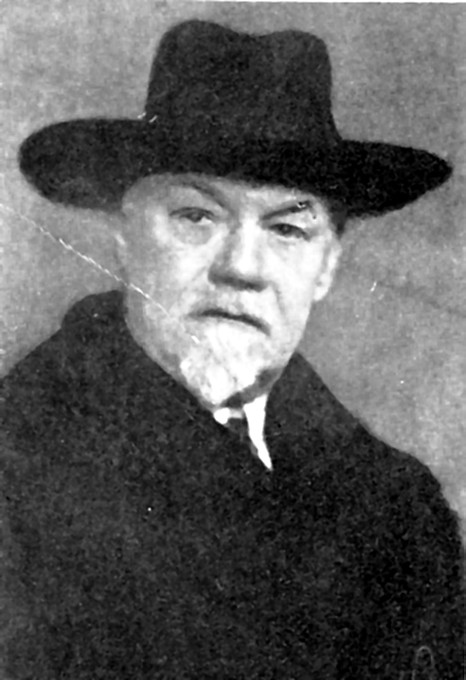
Jens Thiis (1870–1942)

Jens Peter Thiis (* 12. Mai 1870 in Kongshavn, heute Oslo; † 27. Juni 1942 in Oslo) war ein norwegischer Kunsthistoriker und Museumsdirektor. Nach langen Studienaufenthalten in Deutschland, Italien, Belgien und Frankreich wurde er 1895 Kurator am Kunstindustriemuseum Trondheim, wo er eine Wandteppichweberei und einen Jugendstilsaal einrichtete. In der Nationalgalerie Oslo, die er 1908–1941 als Direktor leitete, baute er repräsentative Sammlungen der neuen französischen Kunst und der Werke Edvard Munchs auf. Die nordische und die französische Kunst waren Themen je einer mehrbändigen Veröffentlichung. Sein Buch über Munch und seine Zeitgenossen von 1933 erschien schon im Folgejahr in deutscher Übersetzung. Er war ein fesselnder Schriftsteller, der sich leicht von Begeisterung und Ablehnung leiten ließ.

## Leben

### Kindheit
Jens Thiis war der Sohn des Schiffsmaklers und späteren Tapetenfabrikanten Abraham Bøckmann Thiis (1840–1890) und der Emma Marie Løwegren (1842–1928). Die Familie, zu der auch die jüngeren Brüder Hans Einar und Hakon Carl gehörten, wohnte 1875 in Grønland, einem Stadtviertel von Kristiania (Oslo).
Nach dem Scheitern ihrer Ehe zog Emma Thiis mit den Kindern in ihr Elternhaus am Karl den 12tes Gade 7. Der Großvater, Juwelier Hans Peter Løwegren, stammte aus Lund in Schweden. Jens besuchte Aars og Voss‘ skole (Schule von Jacob Jonathan Aars und Peter Voss), wo er 1888 das Abitur (Examen artium) ablegte.

### Studien
Jens Thiis wollte ursprünglich Maler werden und studierte an Den kongelige tegneskole (Die Königliche Zeichenschule) bei Christen Brun und Wilhelm Holter. Er wechselte bald zur Kunstgeschichte und Lorentz Dietrichson wurde sein Lehrer und Mentor. „Es entwickelte sich eine herzliche Freundschaft, die ein Leben lang hielt.“ Nach einer Quelle soll er schon 1889, nach einem Jahr Studium, dieses als cand. phil. abgeschlossen haben. Jedenfalls wurde er im selben Jahr Amanuensis (Kurator) am Skulpturenmuseum und Bibliothekar des Kunstgewerbemuseums (Kunstindustrimuseet) in Kristiania.
Während seiner Studienzeit engagierte sich Jens Thiis in Det norske Studentersamfund (Der Norwegische Studentenverein) und war als dessen Delegierter 1896 in Paris bei der Neueröffnung der Sorbonne anwesend. „Dies war seine erste Begegnung mit dem ‚Mekka der Kunst‘ und der Beginn seiner großen Begeisterung für die französische Kunst.“ In Kristiania gehörte Thiis zur pjolterintelligentsia, einem intellektuellen Kreis von freizügigen Künstlern und Schriftstellern mit hohem Alkoholkonsum, der sich um Gunnar Heiberg und Carl Nærup scharte, und zu dem auch Sigbjørn Obstfelder, Vilhelm Krag, Nils Kjær und Sigurd Bødtker zählten. Krags programmatisches Gedicht Fandango wurde von Thiis im Studentersamfund vorgetragen; und Heiberg betrachtete er als seinen „Lehrer in der schwierigsten aller Künste, der Kunst des Lebens.“

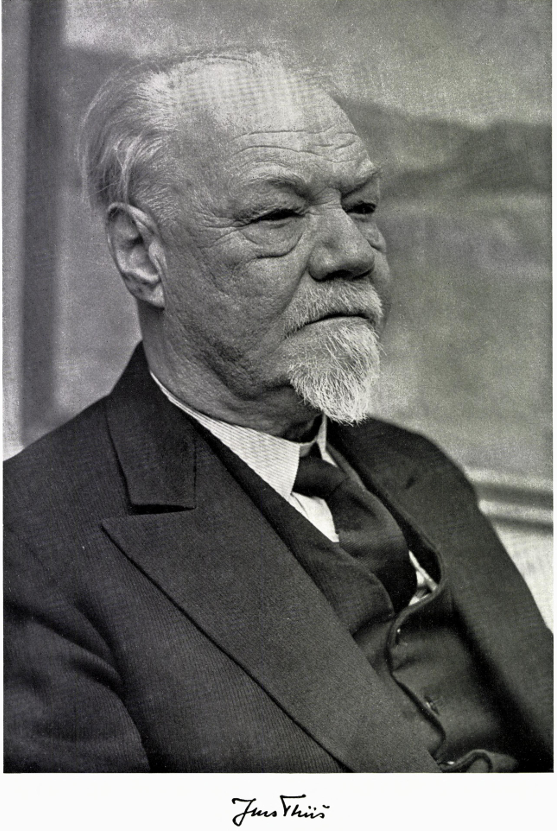
Jens Thiis (1870–1942)

Ein wesentlicher Bestandteil seiner Studien waren Thiis‘ Reisen. 1890 reiste er zum ersten Mal nach Kopenhagen und kam in persönlichen Kontakt mit den dänischen Kunsthistorikern Emil Hannover, Karl Madsen und Julius Henrik Lange. Er lernte auch Georg Brandes kennen, eines seiner literarischen Vorbilder. Danach bereiste Thiis bis 1892 Deutschland, Italien, Frankreich, Belgien und die Niederlande. Den Winter 1893 verbrachte er in Berlin, wo er mit den Stammgästen des Gasthauses Zum schwarzen Ferkel verkehrte, zu denen Edvard Munch und August Strindberg gehörten. Dies war sein erstes Zusammentreffen mit Munch und der Beginn einer lebenslangen Freundschaft. Während seiner Studienreisen verdiente Thiis seinen Lebensunterhalt zum Teil durch das Schreiben von Kunstkritiken für Verdens Gang.

### Trondheim
1893 wurde in Trondheim das Nordenfjeldske Kunstindustrimuseum gegründet, und 1895 wurde Thiis als Nachfolger von Hans Aall dessen Direktor (Conservator). Er stand vor der Herausforderung, in einem neu errichteten Gebäude eine ständige Ausstellung zu gestalten, und dafür Objekte zu erwerben. Er richtete eine Weberei für Wandteppiche ein, die nach Entwürfen von Gerhard Munthe und anderen Zeitgenossen arbeitete. In einem neuen, von Henry van de Velde gestalteten Jugendstilsaal wurden auch Werke von William Morris ausgestellt. In späteren Jahren leitete Thiis auch die Städtische Kunstgalerie. Und er unterstützte den durch Christian Christie geleiteten Wiederaufbau des Nidarosdoms, u. a. durch die Mitgliedschaft in der Dombaukommission (1908–1911). Der Wiederaufbau sollte erst
in den 1930er-Jahren durch Jens Thiis‘ Sohn Helge abgeschlossen werden.
Seit seiner Trondheimer Zeit engagierte Thiis sich für die öffentliche Bildung und „setzte sich als Dozent und Schriftsteller in Wort und Schrift dafür ein, das Interesse an der Kunst zu steigern.“ Damit war er „ein großartiger Vermittler von Kunstgeschichte an alle Bevölkerungsschichten.“ Er war auch – zusammen mit Nils Kjær und Erik Lie – an der 1893 erfolgten Gründung Den norske Forfatterforening (Norwegischer Schriftstellerverband) beteiligt.
In Trondheim entstand das dreibändige Werk Norske malere og billedhuggere (Norwegische Maler und Bildhauer; 1904–1907). „This text, which is considered the first truly comprehensive history of Norwegian art, presented contemporary Norwegian art at a crossroads. In Thiis’s view, a growing number of Norwegian artists had turned their attention toward recent French painting, breaking from the German influence that had dominated the nation’s art for more than half a century.“

### Ehe

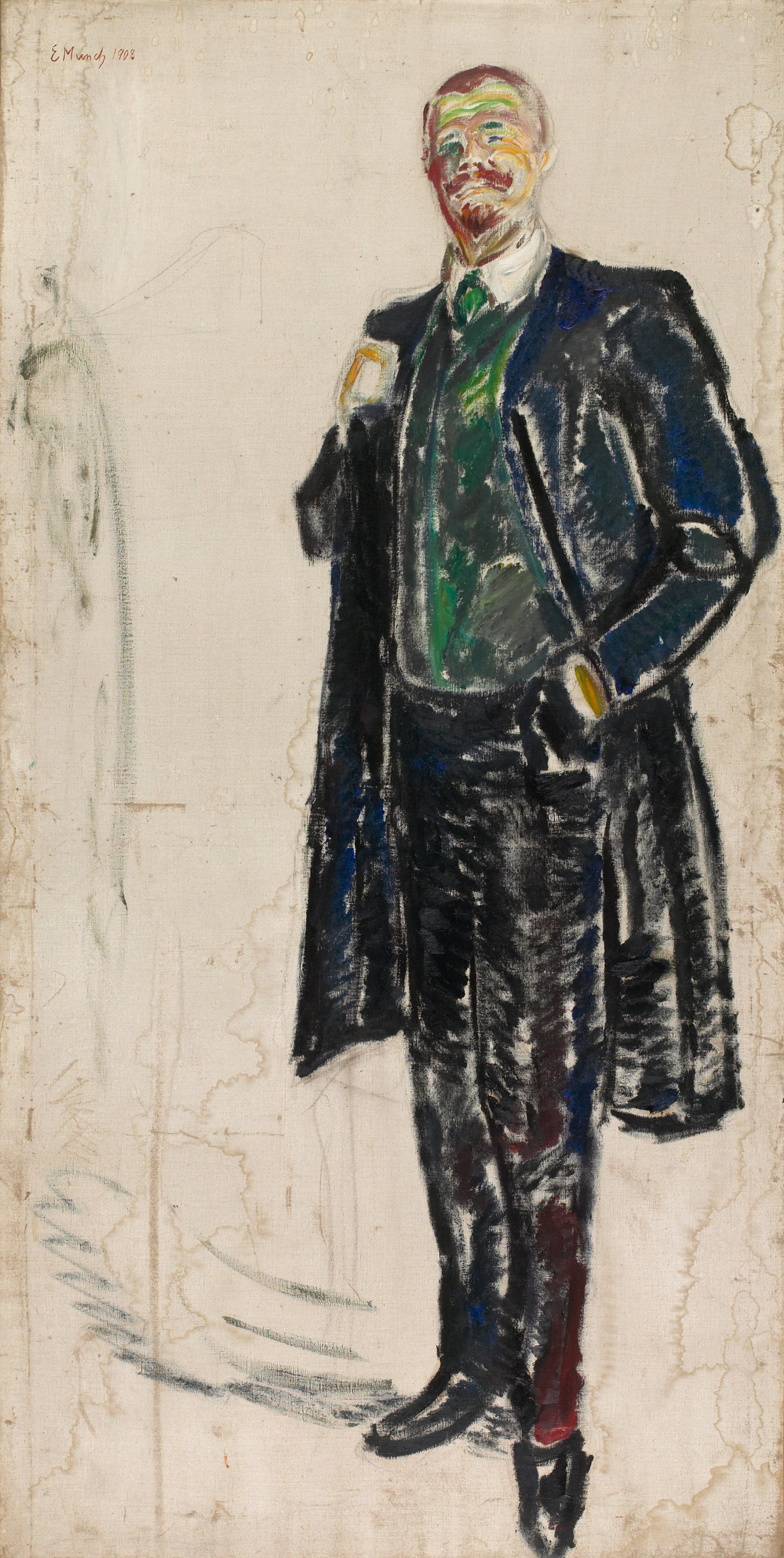
Edvard Munch: Jens Thiis, 1909, Munch-Museum Oslo

Jens Thiis heiratete in Kristiania am 5. August 1895 Ragna Vilhelmine Dons (* 12. Mai 1870 in Stavanger; † 23. Oktober 1939 in Oslo), Tochter des Theologen Fredrik Christian Dons (1836–1885) und der Ebba Johanna Ullmann (1843–1908; Tochter der Schriftstellerin Vilhelmine Ullmann). Durch diese Heirat wurde Jens der Schwager des befreundeten Essayisten Nils Kjær und der Journalistin Ella Anker.
Dem Ehepaar wurden vier Kinder geboren: Eva (* 1896 in Paris), Helge (* 1897 in Trondheim), Else (* 1898 in Trondheim) und Ragna (* 1909 in Kristiania). Helge Thiis machte sich einen Namen als Architekt und wurde der Schwiegervater von Kristofer Leirdal. Else Thiis heiratete den Archäologen und Museumsdirektor Sigurd Grieg. Ragna, mit dem Kunsthistoriker Nic. Stang verheiratet, wurde unter dem Namen Ragna Thiis Stang selbst als Kunsthistorikerin bekannt.
1899, als Tochter Else getauft wurde, wohnte die Familie in der Trondheimer N. Møllenbergs Gade. Nach dem Umzug nach Kristiania war die dortige Wohnadresse Oscarsgate 1a 1. Stock (1910) bzw. Staffeldts gate 6 (1920).

### Florenz
Jens Thies verbrachte zwei Jahre und ein halbes in Florenz mit dem Studium der Malerei- und Zeichentechnik der toskanischen Renaissance. Er versuchte, aus den Handzeichnungen seine Stilkritik zu entwickeln. „Dabei arbeitete er mit einem der führenden zeitgenössischen Experten auf diesem Gebiet, Bernhard Berenson, zusammen. Das 1909 erschienene Buch über Leonardo da Vinci, in dem Thiis die Ergebnisse dieser Arbeit festhielt, ist weit davon entfernt, von pedantischem Fleiß und alberner Zuschreibungswut geprägt zu sein. Es hat nicht den Beigeschmack von Kunstgeschichte; es ist vielmehr das Muster einer Kunstkritik, die ihren Gegenstand versteht, die dem Meister zu Füßen liegt und versucht, die feinsten Nuancen seines Lächelns und seiner Stimme zu erfassen.“ Das viel beachtete Buch, ein „magnum opus“, das Thiis die Ehrenbürgerschaft von Florenz einbrachte, erschien 1913 in englischer Übersetzung und 1949 in einer Neuausgabe mit Zusätzen von Tochter Ragna und Schwiegersohn Nic. Stang.

### Nationalgalerie

Edvard Munch: Jens Thiis, 1918, Göteborg Museum

Im Sommer 1908 wurde Thiis Direktor des Statens Kunstmuseum (Staatliches Kunstmuseum), 1920 in Nasjonalgalleriet (Nationalgalerie) umbenannt, und blieb in dieser Position bis 1941. „Er sorgte für Vereinbarungen mit potenziellen Spendern, so dass dem Museum wichtige Kunstwerke garantiert wurden. In seine Zeit fällt auch die Erweiterung des Gebäudes der Nationalgalerie um den Nordflügel, in dem heute die Schenkungen der Freunde der Nationalgalerie (Nasjonalgalleriets Venners) und die Schenkung von Christian Langaard untergebracht sind.“ Mit Hilfe des Freundeskreises konnte das Museum eine repräsentative Sammlung zeitgenössischer französischer Kunst erwerben, mit Werken von Edgar Degas, Edouard Manet, Berthe Morisot und Pablo Picasso.
1913 besuchte Jens Thiis die Ausstellung des russischen Kaufmanns und Kunstsammlers Sergei Iwanowitsch Schtschukin, die ihn die künstlerischen Errungenschaften von Matisse und Picasso vor Augen führte. Im Katalog für die Göteborger Jubileumsutställningnen 1923 betonte er die große Auswirkung von Picassos Neuerungen auf die norwegische Malerei und den noch größeren Einfluss Matisses, den dieser durch seine Lehrtätigkeit ausübte.
1917 erschien der erste Band von Fransk ånd og kunst (Französischer Geist und Kunst), ein Werk, an dem Jens Thiis bis zu seinem Lebensende arbeitete und das er nicht vollenden konnte. „Er war einer der ersten Museumsdirektoren, der die bahnbrechende Bedeutung der großen französischen Maler des 19. Jahrhunderts erkannte. Er war auch der erste und größte Interpret des Genies von Edvard Munch, und es ist Thiis zu verdanken, dass die Nationalgalerie die beste Munch-Sammlung der Welt besitzt.“
Für Edvard Munch, mit dem er seit 1893 bekannt und befreundet war und dessen Werke er kontinuierlich ankaufte, richtete Jens Thiis 1937 – anlässlich des 100-jährigen Bestehens des Museums – einen eigenen Saal ein. Über Munch und seine Zeitgenossen verfasste er 1933 eine Studie, die schon im Folgejahr in deutscher Übersetzung erschien.
In Norwegen setzte Thiis sich für ein Verständnis der modernen ausländischen Kunst, insbesondere der französischen, ein. Im Ausland dagegen machte er die norwegische Kunst bekannt, durch die Gestaltung von Ausstellungen in Stockholm, Helsinki, Wien und Köln, aber auch durch Vorträge. So hielt er z. B. im Januar 1937 in der Liljevalchs konsthall in Stockholm einen Vortrag über Henri Matisse. Seit 1922 lehrte er auch Kunstgeschichte an der Universität Oslo.
Jens Thiis konnte auch eine streitbare Persönlichkeit sein, wie das Beispiel des Hodestriden (Kopf-Streit) belegt, der 1924–1925 in der Presse und dann vor Gericht ausgetragen wurde. Thiis hatte für die Nationalgalerie zwei gotische Köpfe angekauft, deren Echtheit vom Professor und Bildhauer Wilhelm Rasmussen angezweifelt wurde. In der Hitze des Gefechts ließ sich Thiis, der den Prozess gewann, zu beschämenden Äußerungen hinreißen.

### Abschied

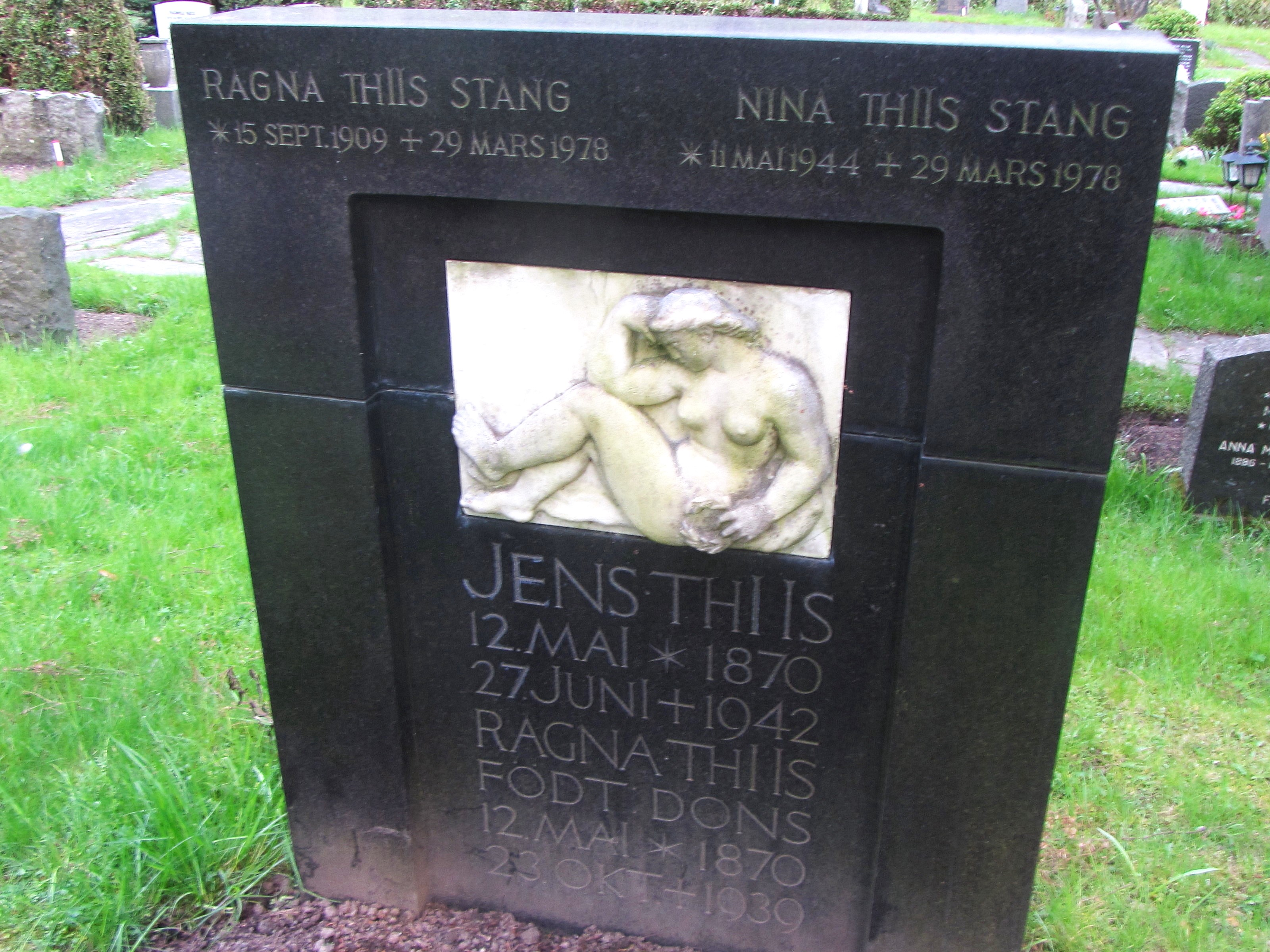
Grabstein von Jens Thiis und Familie

„Nach mehr als 40 Jahren Ehe verlor Thiis 1939 seine geliebte Ragna, und auch sein Gesundheitszustand verschlechterte sich zusehends.“ „Als der Krieg kam, wurde Thiis seiner Möglichkeiten für Bibliotheks- und Museumsstudien beraubt. Natürlich hatte das Quisling-Regime kein Mitleid mit diesem großartigen Individualisten. Er wurde aus seinem Museum vertrieben, und sein großmütiger Nachfolger ließ ihn nicht einmal die Bibliothek ausleihen, die er so liebevoll für das Museum zusammengestellt hatte. Dennoch schrieb er in diesen letzten bitteren Jahren, schwer an Kehlkopfkrebs erkrankt, zwei seiner jugendlichsten Bücher, die amouröse Monographie über Renoir und ein Werk über Pisanello. Bis zum Schluss bekräftigte er die Macht der Kunst, den Menschen über eine gemeine und deprimierende Umgebung zu erheben.“
Jens Peter Thiis ist auf dem Friedhof Vestre gravlund in Oslo begraben.

## Würdigung
Die nach seinem Tod erschienenen Nachrufe würdigen gleichermaßen den Historiker und den Autor:

„Seine Tätigkeit als Beamter war von einem enthusiastischen Engagement für die Kunstförderung geprägt. Als bedeutender Autor über Kunstgeschichte widmete er sich der Kunst mit einer Leidenschaft, die im Laufe der Jahre immer größer wurde.“

„Als Kunsthistoriker war Thiis mehr Psychologe und Geschmacksrichter als Wissenschaftler. Es gelang ihm nie, sein Blut auf die richtige wissenschaftliche Temperatur abzukühlen, sondern er ließ sich leicht von Begeisterung und Ablehnung leiten. Er nahm sich nicht immer die Zeit, Worte und Urteile abzuwägen, aber dafür war er ein ungeheuer fesselnder Schriftsteller.“

„Seine Beobachtungen zur Kunst waren künstlerische Erfahrungen, persönliche Urteile über Künstler vor Kunstwerken. Er vertraute seinen Lesern seine eigene Sichtweise an, und er wollte für den gebildeten, denkenden Menschen schreiben. Seine Sprache hat von Anfang an einen bewussten, malerischen, visuellen Charakter.“

## Auszeichnungen und Mitgliedschaften
(Quelle: )

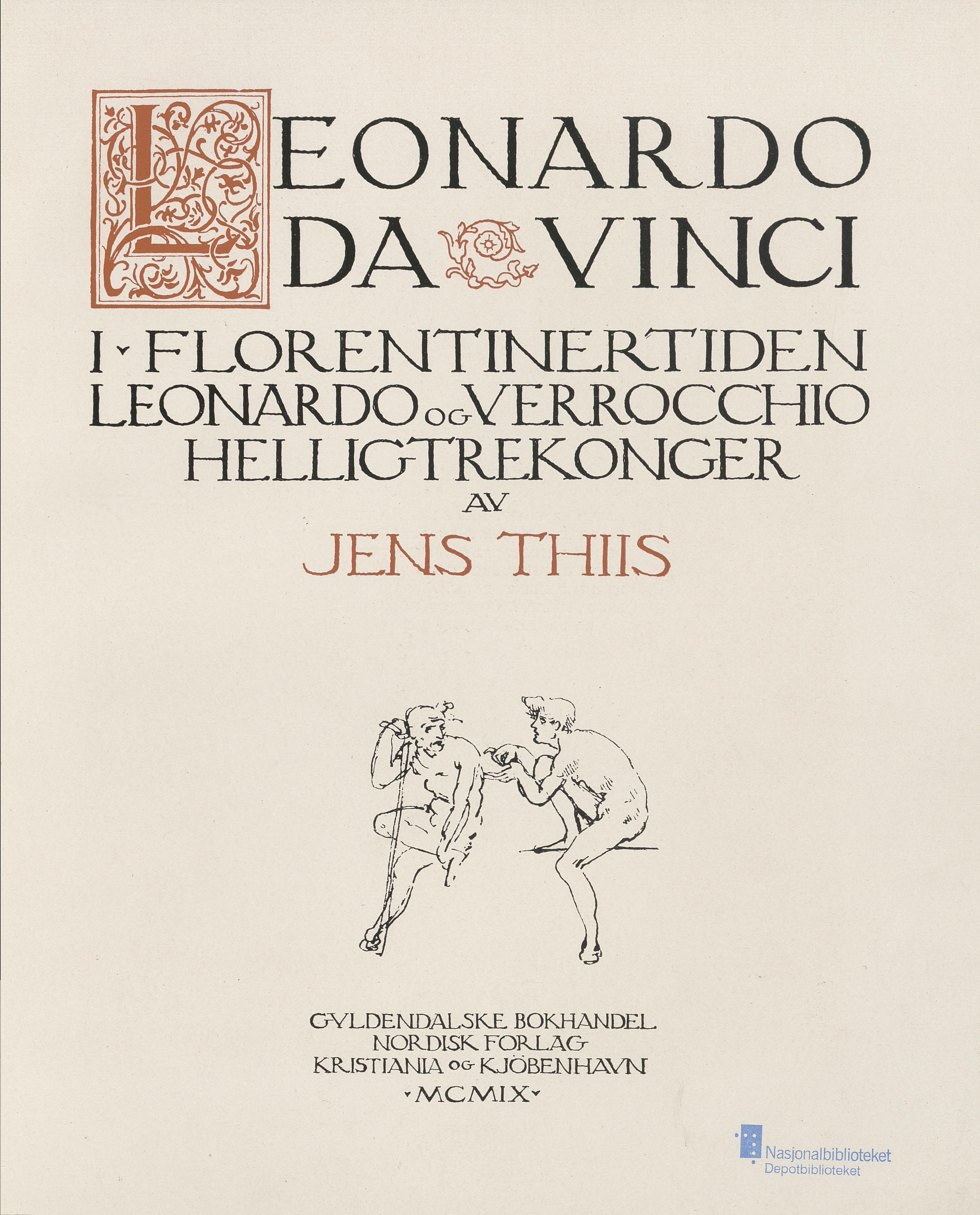
Jens Thiis: Leonardo da Vinci i florentinertiden. Leonardo og Verrocchio. Helligtrekonger. Gyldendal, Kristiania 1909

- Ritter 1. Klasse des norwegischen Sankt-Olav-Ordens (1911)
- Kommandeur mit Stern des norwegischen Sankt-Olav-Ordens (1937)
- Mitglied der französischen Ehrenlegion
- Träger des schwedischen Nordstern-Ordens
- Träger des schwedischen Wasaordens
- Offizier des belgischen Kronenordens[8]
- Mitglied der Norwegischen Akademie der Wissenschaften in Oslo
- Ehrenbürger von Florenz[13]

## Werke

### Hauptwerke
- Gerhard Munthe. Trondheim 1904 (Digitale Version).
- Norske malere og billedhuggere. En fremstilling af norsk billedkunsts historie i det nittende aarhundrede med oversigter over samtidig fremmed kunst. (Norwegische Maler und Bildhauer. Ein Bericht über die Geschichte der norwegischen bildenden Kunst im neunzehnten Jahrhundert mit Übersichten über die zeitgenössische ausländische Kunst.) John Grieg, Bergen 1904–1907.
  - Band 1: Malerkunsten i de første 80 år. (Digitale Version) • (Wikimedia Commons).
  - Band 2: Fransk malerkunst. Norske kunstforhold. Norsk malerkunst i de sidste 25 år. (Digitale Version).
  - Band 3: Billedhuggerne.
- Leonardo da Vinci i florentinertiden. Leonardo og Verrocchio. Helligtrekonger. (Leonardo da Vinci in der florentinischen Epoche. Leonardo und Verrocchio. Epiphanie.) Gyldendal, Kristiania 1909 (Digitale Version).
  - Neuausgabe: mit Zusätzen von Ragna Thiis Stang und Nic. Stang. Gyldendal, Oslo 1949 (Digitale Version).
  - Englische Übersetzung: Leonardo da Vinci; the Florentine years of Leonardo & Verrocchio. H. Jenkins Ltd., London 1913.

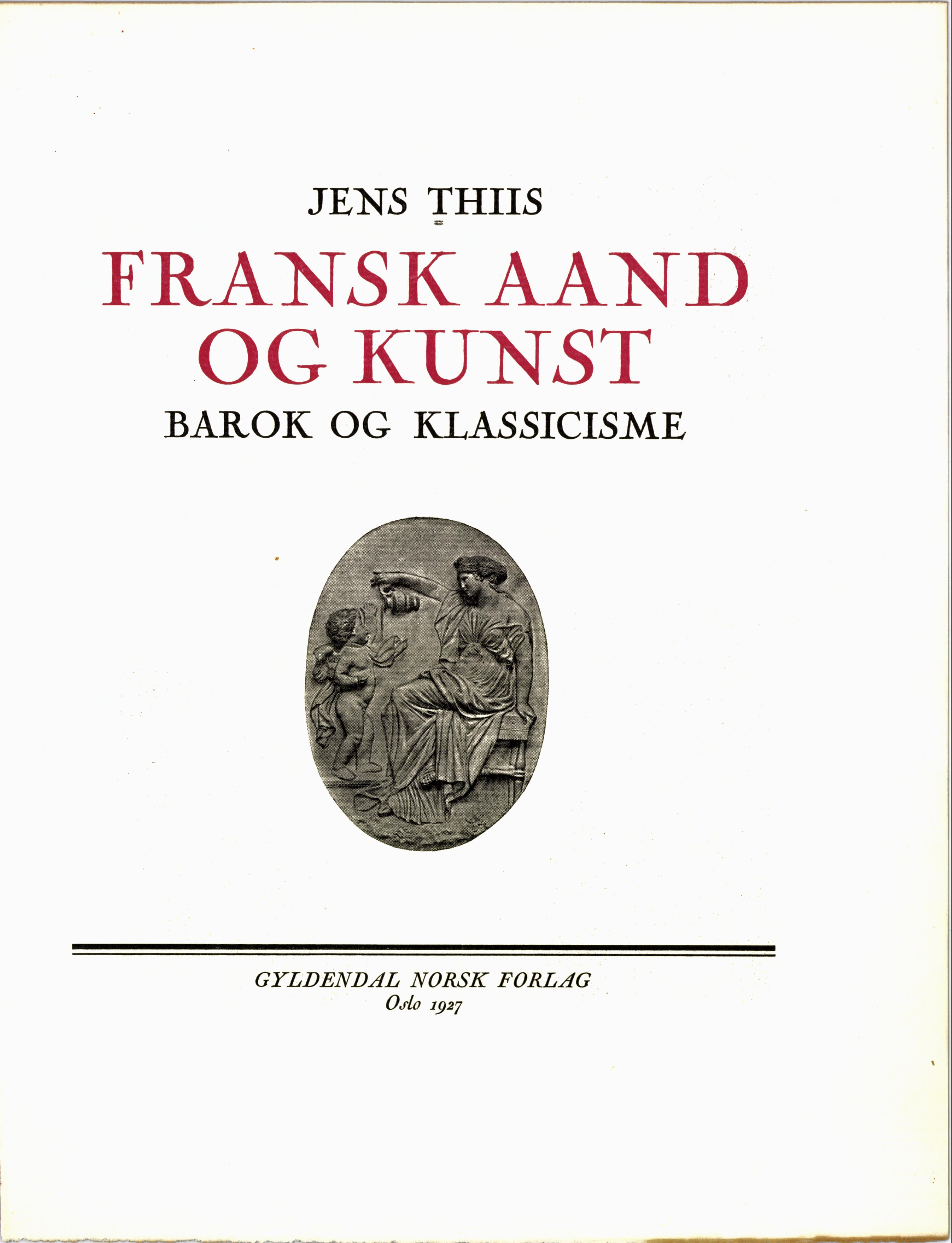
Jens Thiis: Fransk ånd og kunst. II. Barok og klassicisme. Gyldendal, Kristiania 1927

- Fransk ånd og kunst. (Französischer Geist und Kunst.) 4 Bände, Gyldendal, Kristiania 1917–1939.
  - Band 1: Fra gotik til klassicisme. 1917 (Digitale Version).
  - Band 2: Barok og klassicisme. 1927 (Digitale Version).
  - Band 3: Det store aarhundrede. 1930 (Digitale Version).
  - Band 4: Kvinnens århundre. 1 : Liv og historie. 1939 (Digitale Version).
- Nordisk kunst idag. (Nordische Kunst heute.) Gyldendal, Kristiania 1923.
- Edvard Munch og hans samtid. slekten, livet og kunsten, geniet. (Edvard Munch und seine Zeitgenossen. Familie, Leben und Kunst, Genie.) Gyldendal, Oslo 1933 (Digitale Version).
  - Deutsche Übersetzung: Edvard Munch. Nachwort von Erich Büttner. Rembrandt-Verlag, Berlin 1934.
- Renoir. den franske kvinnes maler. (Renoir. Der Maler der französischen Frau.) Gyldendal, Oslo 1940 (Digitale Version).
- Pisanello. ungrenessansens grunnleggelse. (Pisanello. Die Grundlage der Ungebundenheit.) Gyldendal, Oslo 1941 (Digitale Version).

### Artikelsammlungen
- Samlede avhandlinger om nordisk kunst. (Gesammelte Abhandlungen zur nordischen Kunst.) Gyldendalske Boghandel, Nordisk Forlag, Kristiania 1920 (Digitale Version).
- Fra Nilen til Seinen. samlede avhandlinger om fremmed kunst. (Vom Nil zur Seine. Gesammelte Abhandlungen über ausländische Kunst.) Gyldendal, Oslo 1936 (Digitale Version).
- Kunst gammel og ny. (Kunst alt und neu.) Gyldendal, Oslo 1937 (Digitale Version).
- Malerkunsten i det 19. og 20. aarhundrede. (Malerei im 19. und 20. Jahrhundert.) In: Harald Aars: Norsk kunsthistorie. Band 2, Gyldendal, Oslo 1927.

### Artikel bei Projekt Runeberg

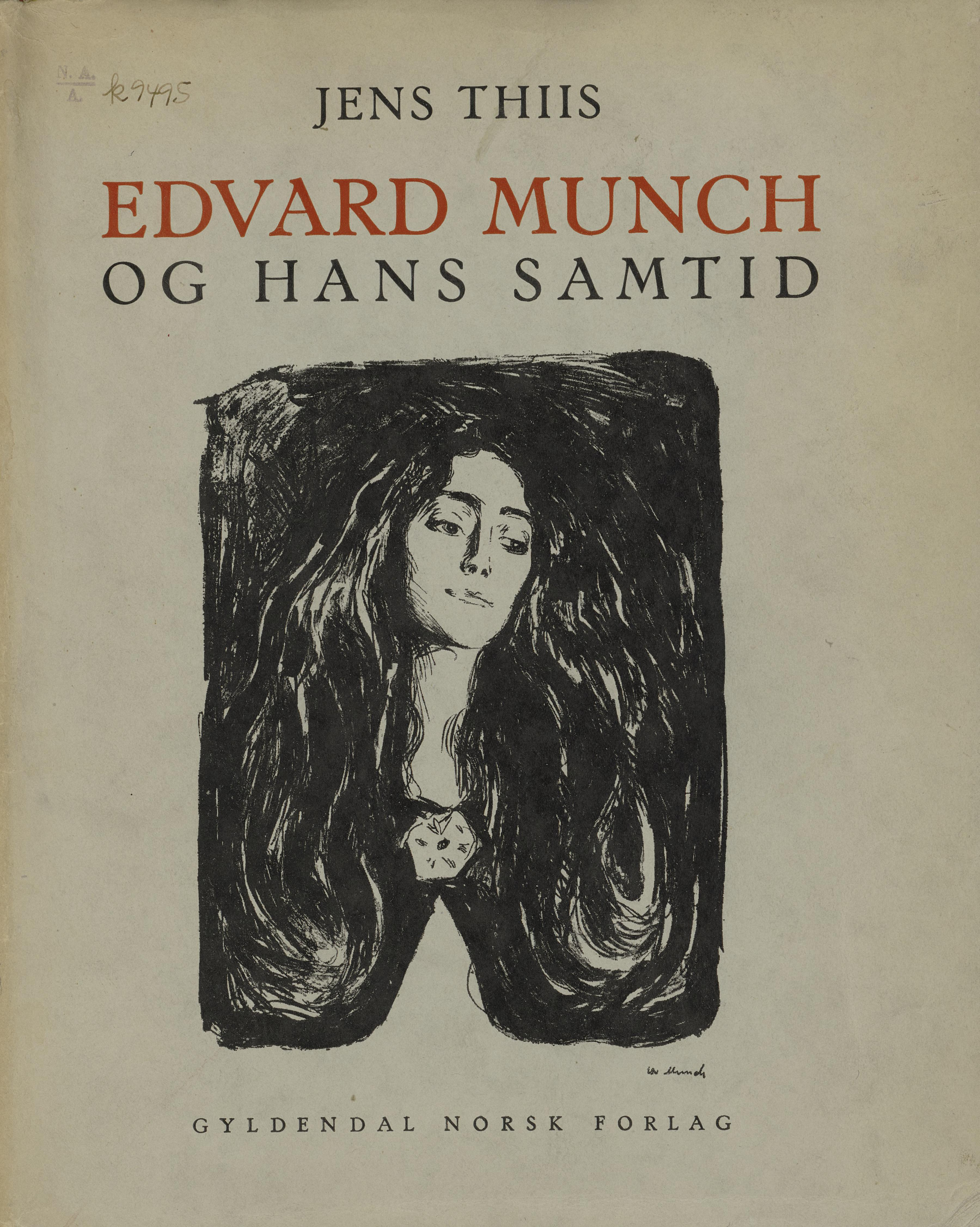
Jens Thiis: Edvard Munch og hans samtid. Gyldendal, Oslo 1933

- Middelalder. in: Samtiden, 7. Jahrgang 1896, Seite 165–178.
- Painting. in: Norway. official publication for the Paris exhibition 1900. Aktie-Bogtrykkeriet, Kristiania 1900, Seite 525–575.
- Om stiludviklingen i det nittende aarhundrede. in: Samtiden, 13. Jahrgang 1902, Seite 160–172.
- Gustav Vigeland. in: Ord och Bild, 13. Jahrgang 1904, Seite 99–116.
- Gerhard Munthe. in: Ord och Bild, 13. Jahrgang 1904, Seite 641–666.
- Edvard Munch. in: Ord och Bild, 16. Jahrgang 1907, Seite 533–545.
- Whistler og van Gogh. in: Samtiden, 18. Jahrgang 1907, Seite 547–563.
- Eugène Delacroix. in: Tilskueren., 25. Jahrgang 1908, Seite 545–566.
- Norske Malere og Billedhuggere. in: Tor Hedberg: Ett decennium. Uppsatser och kritiker i litteratur, konst, teater m.m. Del 2. Konst. Albert Bonniers, Stockholm 1912/1913, Seite 341–349.